# Соколовский (Свердловская область)
Соколовский — упразднённый в октябре 2015 года посёлок в Свердловской области России, входит в Ирбитское муниципальное образование.

## Географическое положение
Урочище Соколовский расположено на территории муниципального образования «Ирбитское муниципальное образование» в 33 километрах (по автотрассе в 39 километрах) к северо-западу от города Ирбит, в лесной местности, на левом берегу реки Кокуйка (правый приток реки Ница).

## История
Посёлок был упразднён областным законом № 109-ОЗ от 12 октября 2015 года.

## Население
| 2002 | 2010 |
| ---- | ---- |
| 2    | ↘0   |